# 顧允元
顧允元（1551年—？），字懋善，號鳳山，直隸蘇州府崑山縣人，明朝政治人物。

## 生平
隆慶元年（1567年）丁卯科應天鄉試十八名，萬曆十四年（1586年）丙戌科會試八十九名，登三甲第六十四名。礼部观政，任福建甌寧縣知縣。

## 家族
曾祖顧宜之，封監察御史；祖父顧澡，曾任布政司都事；父顧夢羽，曾任蘄州同知。母金氏。具庆下。兄允中（贡士）、允默（监生）、茂弘（廪生）、光岳、光遠（庠生）、光祉、光啓、咸平、咸康、咸宁（监生）、咸和（治中）、允燁、允烈（庠生）、光復；弟允諧（举人）、允杰（举人）、光世（庠生）、光國、光善、咸通、咸速。
孫顧錫疇。